# Slommetjärnet, Värmland
Slommetjärnet är en sjö i Arvika kommun i Värmland och ingår i Göta älvs huvudavrinningsområde. Sjön är 8,5 meter djup, har en yta på 0,044 kvadratkilometer och befinner sig 219 meter över havet.